# يوحنا الثامن
يوحنا الثامن كان البابا بين 13 ديسمبر 872 وحتى 16 ديسمبر 882. غالبًا ما يعتبر من أقدر الأحبار في القرن التاسع وآخر بقعة مشرقة حتى صعود ليون التاسع على العرش البابوية.